# دوره فحلی

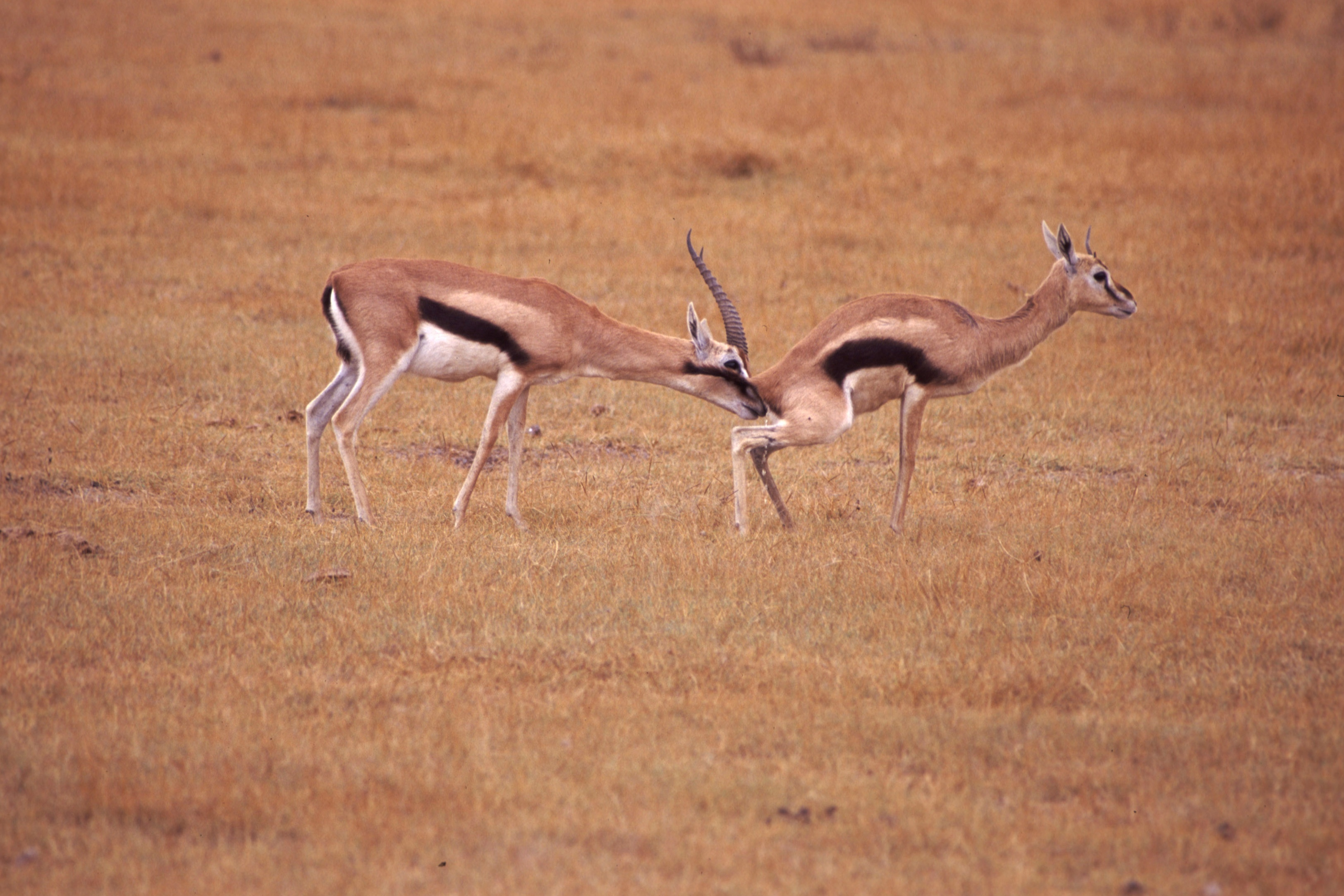
آهویی در حال بررسی وضعیت فحلی ماده خود

دوره فَحْلی یا دوره پذیرش (به انگلیسی: Estrous cycle) مدت زمانی است که در آن پستانداری ماده آماده باروری است و به دنبال شریکی برای زادآوری می‌گردد. مشخصه دیگر دوره فحلی همچنین وضعیت بدنی ویژه‌ای به صورت کاوپشتی در خم ستون فقرات جانور است که باعث ایجاد کمری خمیده می‌شود. این وضعیت در گربه ها به سادگی تشخیص‌پذیر است.
در رده پستانداران برخی از جانوران در طی دوره کوتاهی از طول سال از نظر جنسی فعال هستند که زمان این فعالیت در هر دو جنس با یکدیگر هماهنگ است. به این دوره، دوره فحلی می‌گویند. در واقع دوره فحلی دوره فعالیت جنسی شدیدی است که از طریق رفتار حیوان آشکار می‌شود. زمان این دوره در نزدیکی زمان تخمک‌گذاری است. دوره پذیرش به صورت تناوبی اتفاق می‌افتد که به آن چرخه پذیرش یا چرخه جنسی می‌گویند.

## کلیات
نزد بعضی جانوران، تخمک‌گذاری به دلیل آمیزش جنسی صورت می‌گیرد. نزد بعضی دیگر، تخمک‌گذاری مستقل از آمیزش انجام می‌شود. در میان بعضی دیگر از جانوران نیز، همانند انسانها یا بعضی نخستیان، تخمک‌گذاری مرتبط با دوره فحلی نیست. از این رو نباید از چنین واژه‌ای برای چگونگی تخمک‌گذاری در میان انسان‌ها بهره گرفت چرا که در صورتی که امکان آمیزش جنسی بدون وقفه وجود داشته باشد، دوره فحلی بی‌معنا می‌شود. در میان همه جانوران اما دوره‌ای از عدم باروری وجود دارد که در طی آن برخورد و تماس اسپرماتوزوئید و تخمک به کمترین حد خود می‌رسد.
انواع جانوران بر اساس تعداد دوره فحلی:
1. تک‌پذیرش (Monestrous): گونه‌هایی که فقط یک فصل زاد و ولد دارند مانند گوسفند.
2. چندپذیرش (Polyestrous): گونه‌هایی که دارای چندین فصل زاد و ولد در طول یک سال هستند مانند خرگوش.

## بخش‌ها
دوره فحلی خود به چهار بخش تقسیم می‌شود:
1. پذیرش: دوره کوتاهی که در آن آمادگی برای تولید مثل همراه با تخمک گذاری و افزایش میل جنسی اتفاق می‌افتد.
2. پس‌پذیرش (postestrum یا metestrum): دوره‌ای که در آن آمادگی‌های بی‌حاصل دوره پیشین برای بارداری دچار عقب‌نشینی می‌شود.
3. میان‌پذیرش (diestrum): حد فاصل بین دوره دو و دوره چهار که دوره استراحت است.
4. پیش‌پذیرش (proestrum): طی این دوره فعالیت آماده‌سازی برای دوره استروس بعدی آغاز شده و موجود دوباره خود را برای تولید مثل آماده می‌کند.

درازای دوره فحلی در حیوانات مختلف بسیار متفاوت است. در برخی از جانوران فقط یک دوره فحلی در کل طول سال وجود دارد. حد فاصل طولانی بین دوره‌های فحلی، بازهٔ «بی‌پذیرش» (anostrus) گفته می‌شود.

### سگ
گرم بودن (فعال‌بودن از دیدگاه جنسی) سگ‌ها از دوران بلوغ آغاز می‌شود (برای نژادهای کوچک ۶ تا ۷ ماهگی، و برای نژادهای بزرگ ۱۵ تا ۱۸ ماهگی) و به صورت کلی ۲ بار در سال در بهار و پاییز صورت می‌پذیرد. این هنگام دو مرحله مجزا دارد:
- پیش‌فحلی: که میانگین ۹ روز طول می‌کشد و فرج در آن جمع شده و ادرار در خود خون دارد. نرها در این هنگام جذب می‌شوند ولی اغلب ماده پذیرای آن‌ها نمی‌شود.
- فحلی: که به گونه میانگین ۹ روز طول می‌کشد و اوج توانایی باروری را در خود دارد. آمیزش در طی تقریباً ۲ روز صورت می‌گیرد. گاه در این مرحله خونریزی ادامه پیدا می‌کند ولی خون بیرون آمده بسیار شفاف‌تر از پیش است. در این هنگام ماده پذیرای نر می‌شود.